# Richard Bach
Richard Bach (Oak Park, Illinois, 1936. június 23. –) amerikai       író, szülei Roland Robert és Ruth Helen Bach.
Johann Sebastian Bach leszármazottjának vallja magát. Repüléssel foglalkozó könyvei jelentek meg 1966-tól, világszerte ismertté az 1970-ben kiadott Jonathan Livingston Seagull (A sirály) ezoterikus könyve tette. A mindössze 70 oldalas kiadvány megdöntött minden eladási rekordot, beleértve az Elfújta a szél rekordját is, 1973-ban több mint 1 millió példányban fogyott el.

## Életrajza
Egész életét a repülésnek szentelte, már 17 éves kora óta repül. 1955-ben elvégezte a Long Beach-i Állami Kollégiumot, az Egyesült Államok haditengerészeti repülője majd a Légi Nemzeti Gárdában szolgált F84-F gép pilótájaként. Majd műszaki író lett a Douglas Aircraft irodájában és szerkesztője a Flying Magazinnak. 1960-ban tartalékos pilótája a Franciaországban szolgáló amerikai légierőnek. Később kétfedelű repülőgépével járta az országot és pár dollárért sétarepülésre vitte az embereket. Első feleségétől Bette Fineman-tól hat gyermeke született, mivel nem hitt a házasság intézményében elhagyta családját és 1970-ben elváltak. Egyik gyermeke, Jonathan aki újságíró, írt egy könyvet apjáról, akit sohasem ismert. 1966-tól több a repüléssel foglalkozó könyvet adott ki, első az ezotériával foglalkozó műve az 1969-ben megjelent Semmi sem véletlen volt.
Következő műve, melyet több kiadó visszautasított, hiszen kit érdekel egy sirály története, aki magasabbra vágyik mint társai, és ezért a többiek kiközösítik évek múlva mesterként tér vissza, és tanítja társait „az vagy, akinek mondod magad, arra vagy képes, amire képesnek tartod magad”. 1970-ben jelent meg a Jonathan Livingston a sirály, a mindössze 10 000 szavas kis könyv, azonnal hatalmas siker lett, milliók azonosultak Jonathannal és vágytak magasabbra akik elolvasták a történetet. 1977-ben jelent meg a következő könyve, az Illúziók, amely egy vonakodó messiás története, aki egyszerre megjelenik az író életében, és olyan apróságokra tanítja meg, mint a vízen járás és rábízz egy könyvet: útmutatót megváltóknak. Ennek a könyvnek a sikere egycsapásra milliomossá tette Bachot, minden újság, televízió vele akart interjút csinálni.
Ekkor ismerkedik meg Leslie Parish színésznővel, akivel a Sirály megfilmesítése közben találkozik, összeházasodnak és 1997-ig élnek együtt. Ebben az időben jelennek meg önéletrajzi írásai, Híd az örökkévalóságon át, Minden és mindenki Egy. Az író a sikerek hatására elfelejtette saját tanítását. „Minden csak ajándék, és minden csak kölcsön”. Nem használta fel pénzét és népszerűségét filozófiája tanítására, drága repülőgyűjteményt halmozott fel, és életformája lett a semmittevés. Ál ügynökök és az adóhivatal kiforgatta mindenéből, és a palotából egy lakókocsiban találta magát. Évekig kellett dolgoznia hogy visszakapja könyvei szerzői jogait. Erről szól a Búcsú a biztonságtól, lélek-társa megtalálásáról és szembesül nyolcéves önmagával, „miért fontos szeretni önmagunkban azt a gyermeket, akik egykor voltunk, hogy megtaláljuk helyünket felnőtt életünkben”.
Ezután adta ki A messiás kézikönyve művét, és néhány Magyarországon még kiadatlan írásait. Időközben harmadszor is megnősült, 1999-ben elvette Sabryna Nelson-Alexopoulost.

## Művei
- Stranger to the Ground (1963)
- Biplane (1966)
- Nothing by Chance (1969)
- Jonathan Livingston Seagull (1970)
- A Gift of Wings (1974)
- There's No Such Place As Far Away (1976)
- Illusions: The Adventures of a Reluctant Messiah (1977)
- The Bridge Across Forever: A Love Story (1984)
- One (1988)
- Running from Safety (1995)
- Out of My Mind (2000)
- The Ferret Chronicles (öt novella):
  - Air Ferrets Aloft (2002)
  - Rescue Ferrets at Sea (2002)
  - Writer Ferrets: Chasing the Muse (2002)
  - Rancher Ferrets on the Range (2003)
  - The Last War: Detective Ferrets and the Case of the Golden Deed (2003)
- Curious Lives: Adventures from the Ferret Chronicles (2005)
- Flying: The Aviation Trilogy (2003)
  - Stranger to the Ground
  - Biplane
  - Nothing by Chance
- Messiah's Handbook: Reminders for the Advanced Soul (2004)
- Hypnotizing Maria (2009)

## Magyarul
- Szárnyaló szerelem. Regény a szerelemről, a repülésről és a halhatatlanságról; ford. Kocsis Anikó, Simóné Avarosy Éva; Háttér, Bp., 1990 (Háttér repülőkönyvek)
- Illúziók. Egy vonakodó messiás kalandjai; ford. Simóné Avarosy Éva, versford. Révbíró Tamás; Édesvíz, Bp., 1992
- Minden és mindenki egy; ford. Simóné Avarosy Éva; Édesvíz, Bp., 1994
- Jonathan, a sirály; ford. Simóné Avarosy Éva, fotó Lendvay Zoltán; Édesvíz, Bp., 1994
- Híd az örökkévalóságon át; ford. Simóné Avarosy Éva, Kocsis Anikó; Édesvíz, Bp., 1995
- Búcsú a biztonságtól; ford. Simóné Avarosy Éva; Édesvíz, Bp., 1996
- A földön idegen. Szerelmem, az ég; ford. Simóné Avarosy Éva; Édesvíz, Bp., 1998
- Semmi sem véletlen; ford. Aaron Possumus, Scipiades Ármin Taliesin; Édesvíz, Bp., 2003
- A messiás kézikönyve. Emlékeztető a fejlett lélek számára. Az elveszettnek hitt könyv az "Illúziók"-ból; ford. Domokos Áron; Édesvíz, Bp., 2005
- Hipnózis; ford. Béresi Csilla; Édesvíz, Bp., 2009
- Jonathan Livingston, a sirály; ford. Szalai Eszter; Szenzár, Bp., 2020

## Fordítás
- Ez a szócikk részben vagy egészben  a   Richard Bach című angol Wikipédia-szócikk fordításán alapul.  Az eredeti cikk szerkesztőit annak laptörténete sorolja fel. Ez a jelzés csupán a megfogalmazás eredetét és a szerzői jogokat jelzi, nem szolgál a cikkben szereplő információk forrásmegjelöléseként.